# Kreisgericht Siegen
Das Kreisgericht Siegen war von 1849 bis 1879 ein preußisches Kreisgericht mit Sitz in Siegen.

## Geschichte
Die „Verordnung über die Aufhebung der Privatgerichtsbarkeit und des eximierten Gerichtsstandes sowie über die anderweitige Organisation der Gerichte“ vom 2. Januar 1849 hob die Patrimonialgerichtsbarkeit und die Berggerichtsbarkeit (in Siegen bestand das Berggericht Siegen) auf. Gleichzeitig wurde das Appellationsgericht Arnsberg geschaffen, dem Kreisgerichte, darunter das Kreisgericht Siegen zugeordnet waren. Sein Sprengel umfasste die Landkreise Siegen und Wittgenstein. Das Kreisgericht Siegen war Schwurgericht für die Sprengel der Kreisgerichte Siegen und Olpe. Gerichtsdeputationen wurden in Berleburg und Laasphe und Gerichtskommissionen wurden in Hilchenbach und in Burbach eingerichtet. Gerichtstage wurden in Crombach, Erndtebrück, Freudenberg und Neunkirchen gehalten. Der Sprengel mit den Städten Berleburg, Freuenberg, Hilchenbach, Laasphe und Siegen umfasste 76.210 Gerichtseingesessene. Später wurde die Gerichtsdeputation Laasphe in eine Gerichtskommission umgewandelt.
Mit den Reichsjustizgesetzen wurden die Gerichte im Deutschen Reich vereinheitlicht. Das Kreisgericht Siegen wurde 1879 aufgehoben. Neu eingerichtet wurde nun das Amtsgericht Siegen im Bezirk des Landgerichtes Arnsberg.
Die Gerichtskommissionen Berleburg, Laasphe, Hilchenbach und Burbach wurden 1879 aufgehoben und die Amtsgerichte Berleburg, Laasphe, Hilchenbach und Burbach gebildet.

## Gerichtsdeputation Berleburg
Der Sprengel der Gerichtskommission Berleburg entsprach dem Sprengel des bisherigen Land- und Stadtgerichts Berleburg und dem Amt Arfeld.

## Gerichtskommission Laasphe
Der Sprengel der Gerichtskommission Laasphe entsprach dem Sprengel des bisherigen Land- und Stadtgerichts Laasphe ohne das Amt Arfeld.

## Gerichtskommission Hilchenbach
In Hilchenbach bestand das Land- und Stadtgericht Hilchenbach, welches 1848 in eine Gerichtskommission Hilchenbach des Land- und Stadtgerichts Siegen umgewandelt wurde. Diese Gerichtskommission Hilchenbach blieb 1849 bestehen.
Der Sprengel der Gerichtskommission Hilchenbach bestand aus
1. dem Magistratsbezirk Hilchenbach
2. dem Amt Hilchenbach
3. aus dem Amt Ferndorf die Orte Kredenbach und Lohe, Littfeld und Burgholdinghausen.

Justizamtmann der Gerichtskommission Hilchenbach war von 1851 bis 1876 Herr Senger.

## Gerichtskommission Burbach
Die Gerichtskommission Burbach wurde an Stelle des Landgerichts Burbach gebildet. Der Sprengel der Gerichtskommission Burbach bestand aus dem Amt Burbach.